# Sélim Azzazi

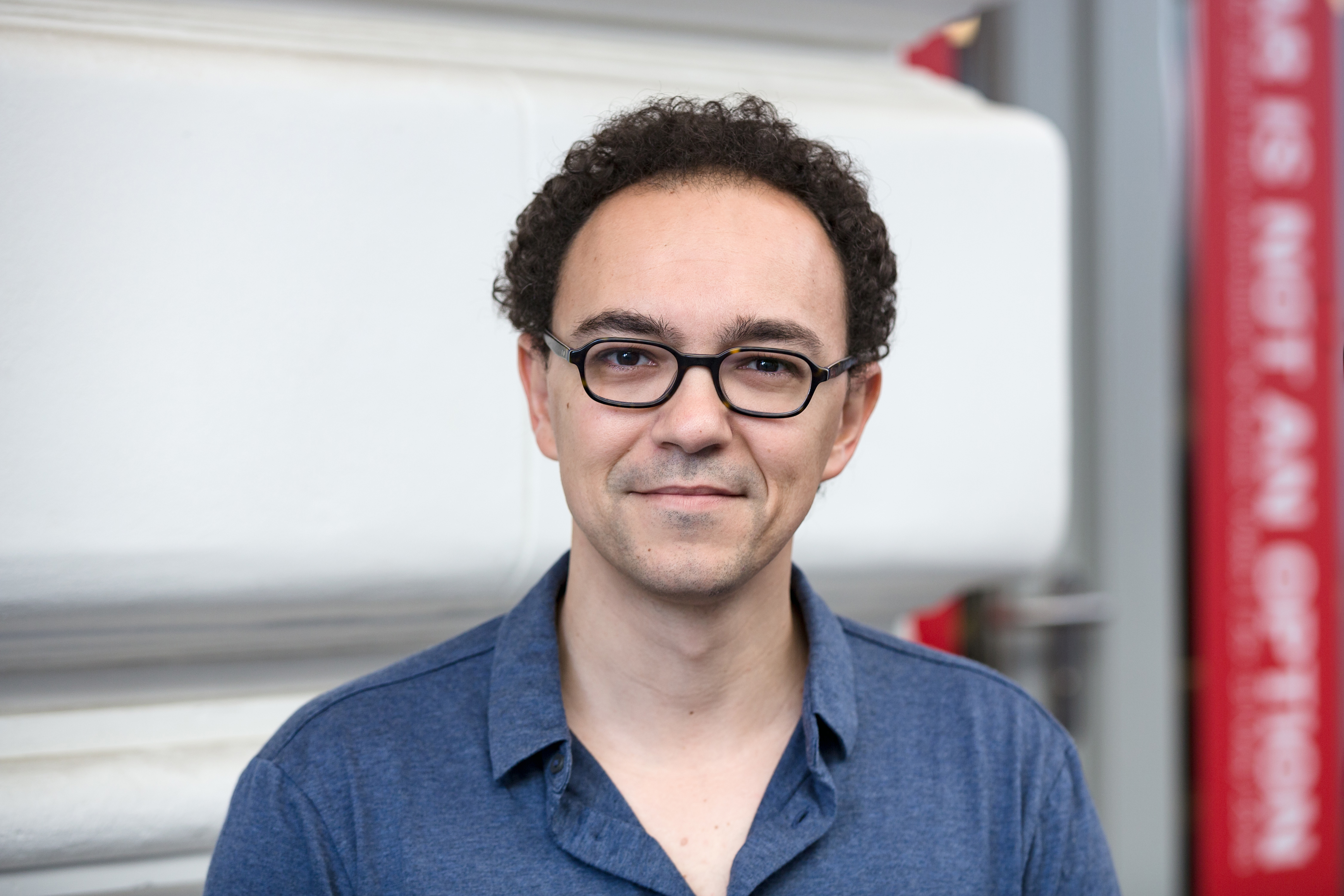
Sélim Azzazi em 2016.

Sélim Azzazi é um montador, produtor cinematográfico e cineasta francês. Como reconhecimento, foi nomeado ao Oscar 2017 na categoria de Melhor Curta-metragem por Ennemis Intérieurs.